# Тиам, Хабиб
Хаби́б Тиа́м (фр. Habib Thiam, 21 января 1933, Дакар, Французская Западная Африка — 26 июня 2017) — сенегальский государственный деятель, премьер-министр Сенегала (1981—1983 и 1991—1998 годах).

## Биография
Родился в Дакаре, учился в лицее Людовика Великого в Париже. В 1959 году окончил юридический факультет Сорбонны, а затем французскую школу по подготовке административных работников для заморских территорий по специальности «Право и политология».
В студенческий период активно занимался спортом, был двукратным чемпионом Франции по бегу на 200 м, неоднократно выступал за сборную Франции по лёгкой атлетике.
Стажировался в министерстве финансов Франции, в Банке Франции, в валютном управлении и в генеральном секретариате по планированию.
По возвращении на родину в 1960—1962 годах являлся директором кабинета министра иностранных дел и директором кабинета министра юстиции. В 1962—1963 годах — государственный секретарь по делам планирования и развития, с марта 1963 по март 1968 года — министр планирования и развития, с марта 1968 по 1973 год — министр сельскохозяйственного развития. С 1973 года депутат Национальной Ассамблеи.
С 1975 года — член политбюро правящей Социалистической партии Сенегала (бывший Сенегальский прогрессивный союз) (СПС), секретарь СПС по вопросам печати. В 1977 году стал председателем парламентской группы и секретарём по международным вопросам СПС. 
Был президентом Сенегальского национального олимпийского и спортивного комитета с 1977 по 1979 год. Получил серебряную медаль Олимпийского ордена в 1982 году.
1 января 1981 года, после отставки первого и многолетнего президента страны Леопольда Седара Сенгора и принятия его должности Абду Диуфом, занял пост премьер-министра и занимал этот пост до 3 апреля 1983 года, когда ушёл в отставку. В 1983—1984 годах — председатель Национальной Ассамблеи страны.
С ноября 1984 по апрель 1991 года — председатель правления Международного банка коммерции и промышленности Сенегала (Banque Internationale pour le Commerce et l’Industrie du Sénégal, BICIS). 
С 8 апреля 1991 года вновь премьер-министр. В 1993 году подписал перемирие с сепаратистами в южном Казамансе. После резкой девальвации франка КФА в начале 1994 года и начавшегося в стране серьёзного экономического кризиса в марте 1995 года сформировал новое правительство с участием представителей оппозиции, включая лидера оппозиции А. Вада.
С июля 1998 года в отставке. Автор эссе о политике "Par devoir et par amitié" (2001). 
Умер 26 июня 2017 года в возрасте 84 лет. 

## Личная жизнь
С 1955 года был женат на француженке Моник Имбер, с которой имел 5 детей. С 1981 года женат на Анне Майен неё Хесснер, урождённой датчанке и бывшем депутате датского парламента от социал-демократической партии. У них двое дочерей.